# Nyctycia viminalis
Nyctycia viminalis là một loài bướm đêm trong họ Noctuidae.